# Latexfarbe
Latexfarbe bezeichnet zwei verschiedene Arten von Anstrichfarben, die vornehmlich als Wand- und Deckenanstrich verwendet werden.
Die echte, traditionelle Latexfarbe enthält natürliches Latex (den Milchsaft des Kautschukbaumes bzw. eine Emulsion aus Kautschuk und Wasser) als Bindemittel. Dieses verleiht ihr spezielle, früher sonst nur mit Ölfarbe erreichbare Eigenschaften wie Wasserbeständigkeit, Wasserdampfundurchlässigkeit, Elastizität (Scheuerfestigkeit, vulgo Strapazierfähigkeit) und Glanz, macht sie aber auch kostspielig. Echte Latexfarben waren schlecht oder gar nicht überstreichbar. Sie sind in Europa kaum noch erhältlich.
Anknüpfend an die traditionelle Latexfarbe werden auch moderne Kunstharzfarben als solche bezeichnet, die entsprechend dem ursprünglichen Einsatzzweck scheuerfest und strapazierfähig eingestellt sind.
Dabei handelt es sich um Dispersionsfarben, die als Bindemittel anstelle von Latex meist Polyvinylacetat enthalten. Durch den Namen soll suggeriert werden, dass diese Pseudo-Latexfarben ähnliche Eigenschaften wie die echten Latexfarben aufweisen und in stark beanspruchten Bereichen wie Treppenhäusern eingesetzt werden können.

## Geschichte
Vor der marktbeherrschenden Stellung der modernen Dispersionsfarben, als universeller Anstrich für Wände und Decken im Innen- und Außenbereich, war Latexfarbe eine, allerdings relativ kostspielige, Alternative zur Leimfarbe (nicht wasserfest), Kalkfarbe (nicht abriebfest), Kalkkaseinfarbe oder Mineralfarbe.
Arztpraxen waren früher aus Gründen der Hygiene häufig mit echter Latexfarbe gestrichen.

## Eigenschaften
Moderne Latexfarbe auf der Basis einer Harzdispersion kann in der Regel problemlos mit Dispersionsfarbe überstrichen werden, allerdings sollte man eine „fette“ (hochglänzende) Farbe nicht mit einer „mageren“ (matten) Farbe überstreichen, weil dann möglicherweise die Haftung unzureichend ist. Vorsicht ist außerdem geboten, wenn die alte Farbschicht spezielle dekorative Zusätze enthält.
Echte Latexfarbe ist notorisch schwierig zu überstreichen oder zu tapezieren. Da sie auch nicht abgewaschen werden kann, muss sie häufig mechanisch entfernt werden, etwa mit Hilfe eines Dampfreinigers oder einer Fassadenfräse.
Latexfarbe besitzt eine niedrigere Diffusionsfähigkeit für Wasserdampf, ist oft dünner eingestellt als gewöhnliche Dispersionsfarben und haftet
in der Regel auch auf Lack, Beton, trockenem Holz, PVC und Metall. Da sie gut abwaschbar ist, wird sie auch für Anstriche in Spritzbereichen, Küchen und Nassräumen verwendet.
Moderne Latexfarben enthalten in der Regel Isothiazolinone (Methylisothiazolinon, Benzisothiazolinon) als Konservierungsstoff und in manchen Fällen Formaldehyd. Seit 2018 erhalten Farben mit Isothiazolinonen kein Blauer-Engel-Siegel mehr.